# 马克斯·布勒施
马克斯·布勒施（德語：Max Blösch，1908年6月27日—1997年8月9日），瑞士男子手球运动员。他曾代表瑞士参加1936年夏季奥林匹克运动会手球比赛，获得一枚铜牌，他在其中一场比赛中有上场。